# Jeffrey Wright
Jeffrey Wright (Washington, 1965. december 7. –) Tony-, Emmy- és Golden Globe-díjas amerikai színész.
Az Angyalok Amerikában című színdarabban és annak azonos című, 2003-as HBO-feldolgozásában nyújtott alakításait Tony-, Golden Globe-, illetve Primetime Emmy-díjakkal jutalmazták. Fontosabb filmjei közé tartozik A graffiti királya (1996), a Casino Royale (2006) és A Quantum csendje (2008) című James Bond-folytatások, valamint Az éhezők viadala-filmek (2013–2015).
2013 és 2014 között a HBO Boardwalk Empire – Gengszterkorzó, 2017-től pedig a Westworld című sorozatában kapott szerepet, utóbbival két további Primetime Emmy-jelölést szerezve.

## Gyermekkora és tanulmányai
Washingtonban született és nőtt fel, szülei egyedüli gyermekeként. Mindössze egyéves volt, amikor édesapját elveszítette, ezután ügyvéd édesanyja és ápolónő nagynénje nevelte. Wright az elit St. Albans School, majd az Amherst College tanintézményekbe járt és politikatudományból szerzett diplomát. Még a főiskolán ismerkedett meg a színészettel, ezt követően számos darabban fellépett. Színész ösztöndíjjal felvették a New York Egyetemre, de két hónap után félbehagyta tanulmányait.

## Filmográfia

### Film
| Év   | Magyar cím                                        | Eredeti cím                              | Szerep                    | Magyar hang         |
| ---- | ------------------------------------------------- | ---------------------------------------- | ------------------------- | ------------------- |
| 1990 | Ártatlanságra ítélve                              | Presumed Innocent                        | ügyvéd                    |                     |
| 1992 |                                                   | Jumpin' at the Boneyard                  | Derek                     |                     |
| 1996 | A hűtlenség ára                                   | Faithful                                 | fiatal férfi              |                     |
| 1996 | A graffiti királya                                | Basquiat                                 | Jean-Michel Basquiat      | Lippai László       |
| 1997 | Fájó gondviselés                                  | Critical Care                            | kettes számú ápolt        |                     |
| 1998 |                                                   | Too Tired to Die                         | Balzac Man                |                     |
| 1998 | Sztárral szemben                                  | Celebrity                                | Greg                      |                     |
| 1998 |                                                   | Meschugge                                | Win                       |                     |
| 1998 |                                                   | Blossoms and Veils                       | Ben                       |                     |
| 1999 | A pokol lovasai                                   | Ride with the Devil                      | Daniel Holt               | Hankó Attila        |
| 2000 |                                                   | Cement                                   | Ninny                     |                     |
| 2000 | Hamlet                                            | Hamlet                                   | sírásó                    |                     |
| 2000 | Bűn és bűnhődés Amerikában                        | Crime and Punishment in Suburbia         | Chris                     |                     |
| 2000 | Shaft                                             | Shaft                                    | Peoples Hernandez         | Háda János          |
| 2001 | Ali                                               | Ali                                      | Howard Bingham            | Wohlmuth István     |
| 2002 | D-Tox                                             | D-Tox                                    | Jaworski                  | Barabás Kiss Zoltán |
| 2004 |                                                   | Sin's Kitchen                            | Rex                       |                     |
| 2004 | A mandzsúriai jelölt                              | The Manchurian Candidate                 | Al Melvin                 | Mikula Sándor       |
| 2005 | Hervadó virágok                                   | Broken Flowers                           | Winston                   | Bartucz Attila      |
| 2005 | Sziriána                                          | Syriana                                  | Bennett Holiday           | Fekete Tibor        |
| 2006 | Lány a vízben                                     | Lady in the Water                        | Mr. Dury                  | Háda János          |
| 2006 | Casino Royale                                     | Casino Royale                            | Felix Leiter              | Jantyik Csaba       |
| 2007 | Invázió                                           | The Invasion                             | Dr. Stephen Galeano       | Rába Roland         |
| 2007 |                                                   | Blackout                                 | Nelson                    |                     |
| 2008 | W. – George W. Bush élete                         | W.                                       | Colin Powell              | Bognár Tamás        |
| 2008 | A Quantum csendje                                 | Quantum of Solace                        | Felix Leiter              | Jantyik Csaba       |
| 2008 | Cadillac Records – Csillogó fekete lemezek        | Cadillac Records                         | Muddy Waters              | Fekete Ernő         |
| 2011 | Forráskód                                         | Source Code                              | Dr. Rutledge              | Háda János          |
| 2011 | A hatalom árnyékában                              | The Ides of March                        | Thompson szenátor         | Sótonyi Gábor       |
| 2011 | Rém hangosan és irtó közel                        | Extremely Loud and Incredibly Close      | William Black             | Kálid Artúr         |
| 2013 | Megtört város                                     | Broken City                              | Carl Fairbanks            | Jantyik Csaba       |
| 2013 | Egyetlen lövés                                    | A Single Shot                            | Simon                     | Törköly Levente     |
| 2013 | Az éhezők viadala: Futótűz                        | The Hunger Games: Catching Fire          | Beetee                    | Anger Zsolt         |
| 2013 |                                                   | The Inevitable Defeat of Mister and Pete | Henry                     |                     |
| 2014 | Ernest és Celestine                               | Ernest & Celestine                       | Grizzly bíró (hangja)     |                     |
| 2014 | Halhatatlan szeretők                              | Only Lovers Left Alive                   | Dr. Watson                |                     |
| 2014 | Az éhezők viadala: A kiválasztott – 1. rész       | The Hunger Games: Mockingjay – Part 1    | Beetee                    | Anger Zsolt         |
| 2015 | Az éhezők viadala: A kiválasztott – Befejező rész | The Hunger Games: Mockingjay – Part 2    | Beetee                    | Rába Roland         |
| 2015 | Dínó tesó                                         | The Good Dinosaur                        | Poppa Henry (hangja)      | Kőszegi Ákos        |
| 2018 |                                                   | All Rise                                 | Mr. Harmon                |                     |
| 2018 |                                                   | The Public                               | Mr. Anderson              |                     |
| 2018 | Éjszakai játék                                    | Game Night                               | Ron Henderson FBI-ügynök  | Rába Roland         |
| 2018 | Pénteki gyermek                                   | Friday’s Child                           | Portnoy nyomozó           | Törköly Levente     |
| 2018 | O. G.: Original Gangsta                           | O.G.                                     | Louis                     | Törköly Levente     |
| 2018 |                                                   | Hold the Dark                            | Russell Core              |                     |
| 2019 | Pénzmosó                                          | The Laundromat                           | Malchus Irvin Boncamper   | Háda János          |
| 2019 | Az Aranypinty                                     | The Goldfinch                            | James "Hobie" Hobart      | Törköly Levente     |
| 2020 | Letöltendő élet                                   | All Day and a Night                      | J.D.                      |                     |
| 2021 | Nincs idő meghalni                                | No Time to Die                           | Felix Leiter              | Rába Roland         |
| 2021 | A Francia Kiadás                                  | The French Dispatch                      | Roebuck Wright            |                     |
| 2022 | Batman                                            | The Batman                               | James Gordon felügyelő    | Törköly Levente     |
| 2023 |                                                   | Atrabilious                              | Malchus Irvin Boncamper   |                     |
| 2023 | Asteroid City                                     | Asteroid City                            | Gibson tábornok           | Törköly Levente     |
| 2023 | Rustin                                            | Rustin                                   | Adam Clayton Powell       | Törköly Levente     |
| 2023 | Amerikai irodalom                                 | American Fiction                         | Thelonious "Monk" Ellison | Varga Gábor         |
| 2025 | A föníciai séma                                   | The Phoenician Scheme                    | Marty                     | Törköly Levente     |
| 2025 |                                                   | Highest 2 Lowest                         | Paul Christopher          |                     |

### Televízió
| Év        | Magyar cím                        | Eredeti cím                        | Szerep                        | Megjegyzések                                    |
| --------- | --------------------------------- | ---------------------------------- | ----------------------------- | ----------------------------------------------- |
| 1991      |                                   | Separate but Equal                 | William Coleman               | minisorozat                                     |
| 1993      | Az ifjú Indiana Jones kalandjai   | The Young Indiana Jones Chronicles | Sidney Bechet                 | 2 epizód                                        |
| 1994      | Veszélyes küldetés                | New York Undercover                | Andre Foreman                 | 1 epizód                                        |
| 1997      | Gyilkos utcák                     | Homicide: Life on the Street       | Hal Wilson                    | 3 epizód                                        |
| 2001      | Bojkott                           | Boycott                            | Martin Luther King            | tévéfilm                                        |
| 2003      | Angyalok Amerikában               | Angels in America                  | több szerep                   | - 6 epizód - magyar hangja: - Schneider Zoltán  |
| 2005      |                                   | Lackawanna Blues                   | Mr. Paul                      | tévéfilm                                        |
| 2007      |                                   | American Experience                | narrátor                      | 1 epizód                                        |
| 2012      | Doktor House                      | House                              | Dr. Walter Cofield            | 1 epizód                                        |
| 2013–2014 | Boardwalk Empire – Gengszterkorzó | Boardwalk Empire                   | Dr. Valentin Narcisse         | 11 epizód                                       |
| 2016      |                                   | The Venture Bros.                  | Think Tank (hangja)           | 1 epizód                                        |
| 2016      | Bizonyosság                       | Confirmation                       | Charles Ogletree              | - tévéfilm - magyar hangja: - Háda János        |
| 2016      | BoJack Horseman                   | BoJack Horseman                    | Cuddlywhiskers / apa (hangja) | 3 epizód                                        |
| 2016–2022 | Westworld                         | Westworld                          | Arnold Lowe / Bernard Lowe    | - főszereplő - magyar hangja: - Törköly Levente |
| 2017      | Nola Darling                      | She's Gotta Have It                | Purple "ITIS" Voice (hangja)  | 1 epizód                                        |
| 2019      | Szezám utca                       | Sesame Street                      | Bernard Lowe                  | 1 epizód                                        |
| 2019      | Zöld sonka és zöld tojás          | Green Eggs and Ham                 | McWinkle (hangja)             | - 13 epizód - magyar hangja: - Faragó András    |
| 2019      | Rick és Morty                     | Rick and Morty                     | Tony (hangja)                 | 1 epizód                                        |
| 2020      |                                   | Finding Your Roots                 | önmaga                        | 1 epizód                                        |
| 2020      |                                   | The Daily Show                     | narrátor                      | 1 epizód                                        |
| 2021–2024 | Mi lenne, ha…?                    | What If...?                        | Uatu / Szemlélő (hangja)      | - főszereplő - magyar hangja: - Csankó Zoltán   |
| 2023      |                                   | Digman!                            |                               | 1 epizód                                        |
| 2023      | Én vagyok Groot                   | I am Groot                         | Uatu / Szemlélő (hangja)      | 1 epizód                                        |
| 2024      |                                   | Ark: The Animated Series           | Henry Townsend (hangja)       | 3 epizód                                        |
| 2024–     | Az ügynökség                      | The Agency                         | Henry Ogletree                | - főszereplő - magyar hangja: - Rába Roland     |
| 2025      | The Last of Us                    | The Last of Us                     | Isaac Dixon                   | - 1 epizód - magyar hangja: - Törköly Levente   |

## Fordítás
- Ez a szócikk részben vagy egészben  a   Jeffrey Wright című angol Wikipédia-szócikk ezen változatának fordításán alapul.  Az eredeti cikk szerkesztőit annak laptörténete sorolja fel. Ez a jelzés csupán a megfogalmazás eredetét és a szerzői jogokat jelzi, nem szolgál a cikkben szereplő információk forrásmegjelöléseként.